# Intimidade

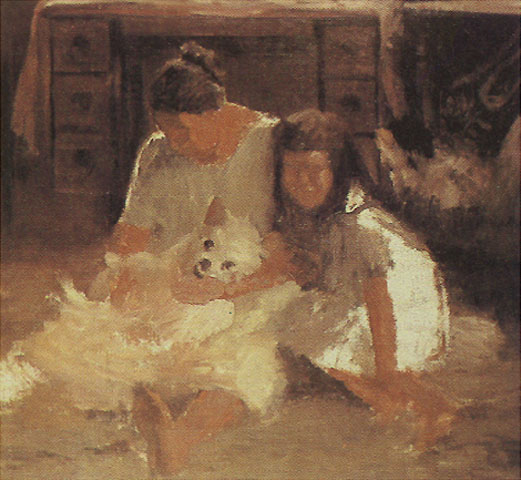
"Intimidade I", pintura de Alfredo Andersen (1860-1935)

A definição de intimidade é complexa, uma vez que seu significado varia de relacionamento para relacionamento, e dentro de um mesmo relacionamento ao longo do tempo. Em alguns relacionamentos, a intimidade está ligada ao sexo, e sentimentos de afeto podem estar conectados ou serem confundidos com sentimentos sexuais. Em outros relacionamentos, a intimidade tem mais a ver com momentos divididos pelos indivíduos do que com interações sexuais. De qualquer forma, a intimidade está ligada com sentimentos de afeto entre parceiros em um relacionamento.
Esta não é uma definição precisa, mas, mesmo sem ser específica, parece que a intimidade e relacionamentos saudáveis andam de mãos dadas. Certamente, a intimidade é um ingrediente básico em qualquer relacionamento com algum significado: é a base da amizade e uma das fundações do amor.
As principais formas de intimidade são a intimidade emocional e a intimidade física. A intimidade intelectual, familiaridade com a cultura e os interesses de uma pessoa, é comum entre amigos. Membros de grupos religiosos ou filosóficos também percebem uma "intimidade espiritual" em sua comunidade.

## Dimensões da intimidade
- Pessoal - que abrange as vivências, a história pessoal, a comunicação e os estados humorísticos das pessoas, ou seja, tudo o que se refere ao ser humano como ser individuo.
- Relacional - relacionada com os envolvimentos interpessoais, a relação, ou seja, tudo o que existe um contacto com outro objecto ou pessoa.
- Universal - não se encontra fixa, pois a intimidade varia consoante o contexto espacial, temporal, ou histórico.

## Leitura complementar
- MORRIS, Desmond. Intimate Behavior: A Zoologist Classic Study of Human Intimacy. Nova Iorque: Kodansha Globe, 1997. ISBN 1568361637.